# 6416 Nyukasayama
6416 Nyukasayama (1993 VY3) là một tiểu hành tinh vành đai chính được phát hiện ngày 14 tháng 11 năm 1993 by M. Hirasawa và S. Suzuki ở Nyukasa.